# Branko Jovičić
Branko Jovičić (în sârbă Бранко Јовичић; n. 18 martie 1993) este un fotbalist sârb care joacă pe postul de mijlocaș defensiv pentru clubul austriac LASK Linz.

## Cariera pe echipe

### Borac Čačak
Jovičić și-a făcut debutul la profesioniști la Borac Čačak. Până la începutul sezonului de primăvară a Serbiei din 2013-2014, Jovičić a fost cel mai tânăr căpitan din istoria echipei. La sfârșitul sezonului, echipa lui Borac a terminat pe locul doi și a promovat în SuperLiga. Jovičić a petrecut șase ani la Borac Čačak, după care a fost transferat de Amkar Perm.

### Amkar Perm
În august 2014, Jovičić a semnat un contract pe un an cu o opțiune de prelungire pe încă doi pentru echipa rusă Amkar Perm. În sezonul său de debut cu Amkar, Jovičić a jucat 21 de meciuri și a marcat în total trei goluri. Drept urmare, Amkar i-a acordat lui Jovičić o majorare de salariu după ce a fost de acord să-și prelungească contractul cu doi ani.

### Steaua Roșie Belgrad
La 8 iulie 2017, Jovičić a semnat un contract pe trei ani cu echipa Steaua Roșie Belgrad din Serbia. El și-a făcut debutul pentru noul club în prima etapă a celei de-a doua runde de calificare pentru UEFA Europa League 2017-2018, într-o partidă încheiată la egalitate scor 1-1 împotriva lui Irtîș Pavlodar. Jovičić a fost ales jucătorul meciului în returul câștigat cu 2-0. Jovičić a suferit o fractură la osul metatarsal după un fault dur al lui Nikola Drinčić în timpul meciului împotriva lui Čukarički la 6 august 2017. La primul meci după accidentare, Jovičić a marcat primul său gol pentru Steaua Roșie Belgrad în victoria scor 5-0 asupra lui Radnik Surdulica, când a marcat din penalty în minutul 91 al partidei jucate pe 29 noiembrie 2017.

## Cariera internațională
Jovičić a fost chemat la echipa națională a Serbiei în septembrie 2018, pentru a juca în Liga Națiunilor UEFA. El și-a făcut debutul internațional la 11 octombrie 2018, intrând în minutul al 72-lea al meciului cu Muntenegru, într-o victorie scor 2-0.

## Statistici privind cariera

### Club

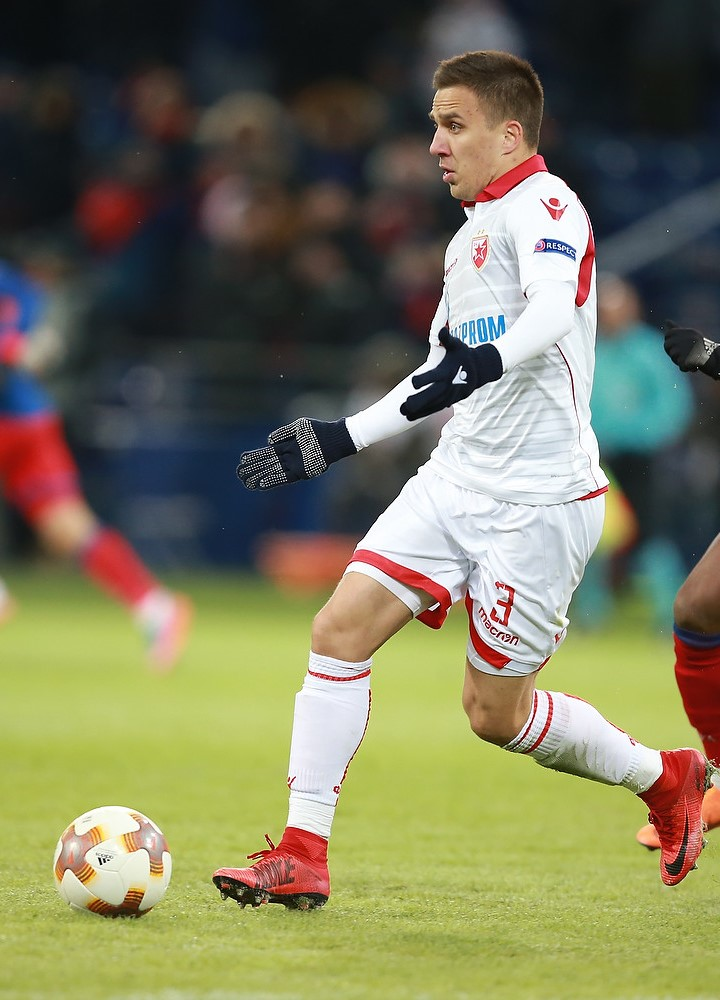
Jovičić joacă pentru Steaua Roșie Belgrad în UEFA Europa League, 2018

| Club                 | Sezon         | Campioat              | Campioat | Campioat | Cupa Națională | Cupa Națională | Continental | Continental | Altele  | Altele | Total     | Total     |
| Club                 | Sezon         | Divizie               | Meciuri  | Goluri   | Meciuri        | Goluri         | Meciuri     | Goluri      | Meciuri | Goluri | Aplicații | Obiective |
| -------------------- | ------------- | --------------------- | -------- | -------- | -------------- | -------------- | ----------- | ----------- | ------- | ------ | --------- | --------- |
| Borac Čačak          | 2011-2012     | Superliga Serbiei     | 0        | 0        | 0              | 0              | -           | -           | -       | -      | 0         | 0         |
| Borac Čačak          | 2012-2013     | A doua Ligă a Serbiei | 24       | 0        | 3              | 0              | -           | -           | -       | -      | 27        | 0         |
| Borac Čačak          | 2013-2014     | A doua Ligă a Serbiei | 23       | 0        | 2              | 0              | -           | -           | -       | -      | 25        | 0         |
| Borac Čačak          | Total         | Total                 | 47       | 0        | 5              | 0              | -           | -           | -       | -      | 52        | 0         |
| Amkar Perm           | 2014-2015     | Prima Ligă din Rusia  | 21       | 3        | 1              | 0              | -           | -           | -       | -      | 22        | 3         |
| Amkar Perm           | 2015-2016     | Prima Ligă din Rusia  | 16       | 0        | 2              | 1              | -           | -           | -       | -      | 18        | 1         |
| Amkar Perm           | 2016-2017     | Prima Ligă din Rusia  | 21       | 1        | 1              | 0              | -           | -           | -       | -      | 22        | 1         |
| Amkar Perm           | Total         | Total                 | 58       | 4        | 4              | 1              | -           | -           | -       | -      | 62        | 5         |
| Steaua Roșie Belgrad | 2017-2018     | SuperLiga Serbiei     | 16       | 1        | 1              | 0              | 7           | 0           | -       | -      | 24        | 1         |
| Steaua Roșie Belgrad | 2018-2019     | SuperLiga Serbiei     | 14       | 1        | 2              | 0              | 12          | 0           | -       | -      | 28        | 1         |
| Steaua Roșie Belgrad | Total         | Total                 | 30       | 2        | 3              | 0              | 19          | 0           | -       | -      | 52        | 2         |
| Total carieră        | Total carieră | Total carieră         | 135      | 6        | 12             | 0              | 19          | 0           | -       | -      | 164       | 7         |

## Titluri

### Club
Steaua Roșie Belgrad
- Superliga Serbiei (2): 2017-2018, 2018-2019 [12]